# North Perry Airport
North Perry Airport är en flygplats för allmänflyg belägen i Pembroke Pines i Florida, USA. Flygplatsen har IATA-koden HWO och ICAO-koden KHWO.
North Perry Airport användes militärt under andra världskriget. Broward County tog över flygplatsen 1950 för att några år senare öppna den för civil trafik.
Flygplatsen har fyra landningsbanor.